# 弥陀寺遗址
弥陀寺遗址，是位于中国福建省宁德市蕉城区洋中镇院坪村的一个唐代古遗址，宁德市（县级）人民政府于1992年12月将其公布为第二批县级文物保护单位。
弥陀寺占地面积约270平方米，原建筑始建于唐朝天祐元年（904年），1940年代在原址重建。现存唐代的须弥座、梅花形石柱和覆盆莲花石柱础等。